# Citroën Type A
Citroën Type A – pierwszy samochód produkowany przez Citroëna. Montaż odbywał się w Paryżu od czerwca 1919 do grudnia 1921. W tym okresie wyprodukowano 24 093 egzemplarzy.
Samochód napędzany był przez chłodzony cieczą czterocylindrowy silnik rzędowy o pojemności 1 327 cm³ generujący moc 18 hp. Maksymalna prędkość, jaką mógł osiągnąć Type A, wynosiła 65 km/h.
Podwozie powstawało w dwóch wariantach, długim oraz krótkim. Dłuższa wersja dostępna była jako Torpedo (4-miejscowy tourer), Torpedo Sport, Conduite Intérieure, Coupe de Ville oraz lekka ciężarówka, zaś wersja krótka jako Torpedo (3-miejscowe), Conduite Intérieure, Coupe de Ville oraz camionnette (van).
W pierwszym roku produkcji za Type A trzeba było zapłacić 7 950 franków. Rok później cenę podniesiono do 12 500 franków.
Z prędkością produkcji wynoszącą ponad sto sztuk dziennie, Citroën stał się pierwszym masowo produkującym samochody koncernem w Europie.